# Осадчий Сергій Миколайович
Сергій Миколайович Осадчий (нар. 30 жовтня 1970, УРСР) — радянський та український футболіст, згодом — український футбольний тренер, виступав на позиції захисника та півзахисника.

## Кар'єра гравця
Вихованець сумського футболу. Футбольну кар'єру розпочав у краснопільському «Яворі». У 1993—1994 роках виступав в аматорському клубі «Будівельник» (Суми). На початку 1995 року повернувся до «Явора», якому допоміг вийти до Першої ліги чемпіонату України. У травні 1995 року виїхав до Росії, де грав у клубах «Спартак» (Нальчик) та «Кавказкабель» (Прохладний). У вересні 1995 року повернувся на батьківщину, де став гравцем «Агротехсервісу» (Суми). Потім виступав у клубах «Електрон» (Ромни) та «Електрон» (Ромни). На початку 1998 року втретє повернувся до «Явора». Влітку 1999 року прийняв запрошення донецького «Металурга», у футболці якого 24 липня 1999 року дебютував у Вищій лізі в матчі з ЦСКА (0:0). У липні 2000 року перейшов у «Металіст» (Харків). У грудні 2003 року був виставлений на трансфер. На початку 2004 року виїхав до Казахстану, де протягом наступних 4 років захищав кольори ФК «Атирау» та «Єсіль-Богатир» (Петропавловськ). Влітку 2007 року завершив виступи на професіональному рівні. Потім виступав в аматорському клубі з Харкова, «Електротяжмаш»/«Соллі Плюс».

## Тренерська кар'єра
По завершенні ігрової кар'єри розпочав роботу тренера в футбольній академії харківського «Металіста». З 2011 по 12 травня 2017 року (дата розформування клубу) був граючим головним тренером харківського «Соллі Плюс»

## Статистика виступів
| Роки                       | Матчі | Голи | Хвилини | Клуб                 |
| -------------------------- | ----- | ---- | ------- | -------------------- |
| 1995/96                    | 8     | 0    | 217     | «Світ» (Злін)        |
| Прем'єр-ліга 1999/00       | 26    | 1    | –       | «Металург» (Донецьк) |
| Прем'єр-ліга 2000/01       | 25    | 3    | –       | «Металург» (Донецьк) |
| Прем'єр-ліга 2001/02       | 1     | 0    | –       | «Металург» (Донецьк) |
| Прем'єр-ліга 2001/02       | 20    | 1    | –       | «Металіст» (Харків)  |
| Прем'єр-ліга 2002/03       | 28    | 0    | –       | «Металіст» (Харків)  |
| Прем'єр-ліга 2004          | 35    | 1    | –       | «Атирау»             |
| Прем'єр-ліга 2005          | 26    | 1    | –       | «Єсіль-Богатир»      |
| Прем'єр-ліга 2006          | 29    | 1    | –       | «Єсіль-Богатир»      |
| Прем'єр-ліга 2007          | 15    | 0    | –       | «Єсіль-Богатир»      |
| Загалом у Вищих дивізіонах | 213   | 8    | –       |                      |

## Досягнення
- Прем'єр-ліга
  -  Бронзовий призер (1): 2002